# Lestes fernandoi
Lestes fernandoi är en trollsländeart som beskrevs av Costa, Souza och Muzon 2006. Lestes fernandoi ingår i släktet Lestes och familjen glansflicksländor. Inga underarter finns listade i Catalogue of Life.